# ISC Paris Business School
ISC Paris Business School è una business school che fu fondata a Parigi nel 1962.